# Halterofilismo nos Jogos Olímpicos de Verão de 2016 - Até 69 kg masculino

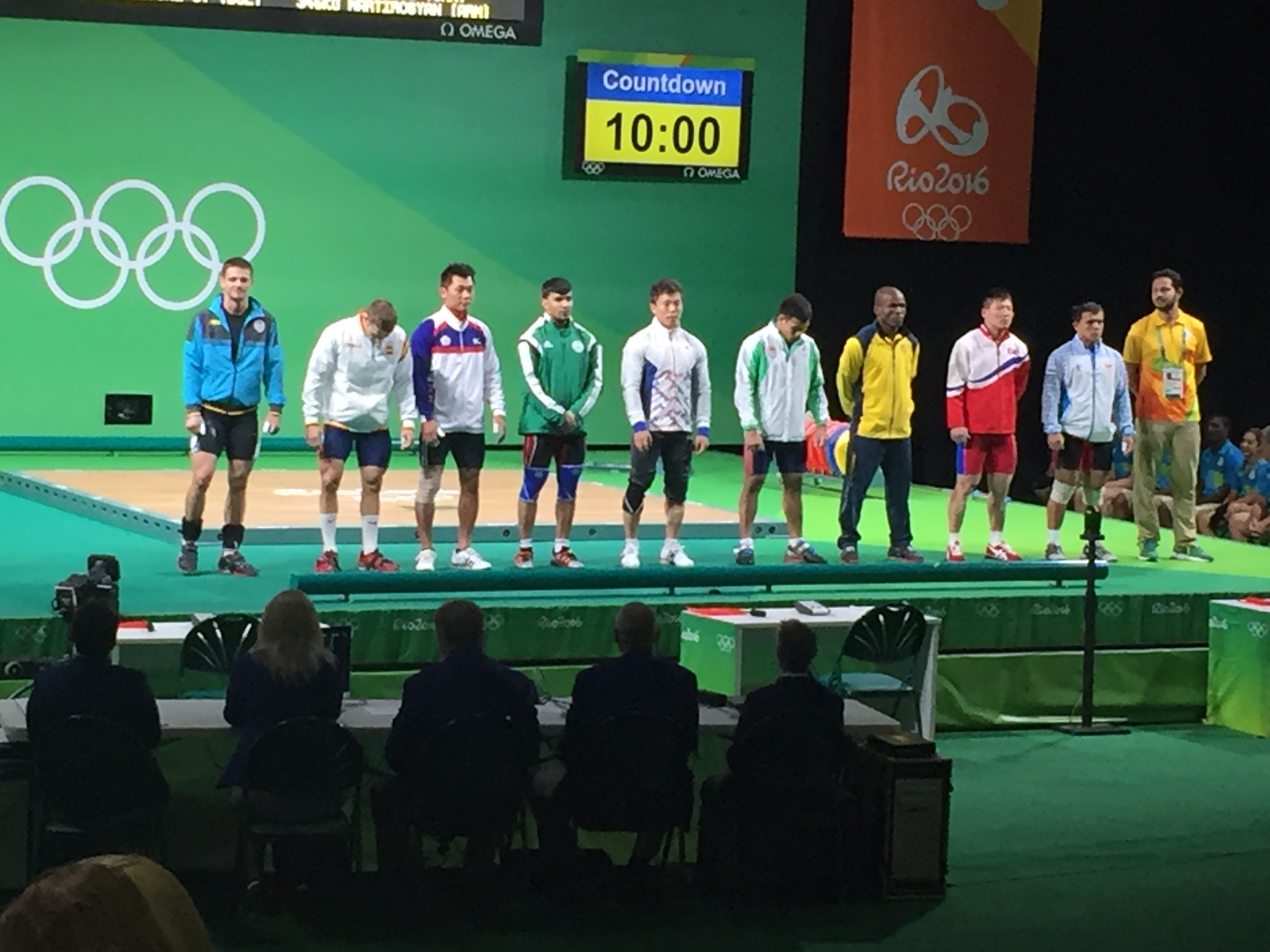
Apresentação dos halterofilistas do grupo B

A competição da categoria até 69 kg masculino do halterofilismo nos Jogos Olímpicos de Verão de 2016 foi realizada no dia 9 de agosto no Pavilhão 2 do Riocentro.
Izzat Artykov, do Quirguistão, ganhou a principio a medalha de bronze, mas foi desqualificado ao testar positivo no antidoping para a substância estricnina.

## Calendário
Horário local (UTC-3)
| Dia         | Horário | Fase    |
| ----------- | ------- | ------- |
| 9 de agosto | 10:00   | Grupo B |
| 9 de agosto | 19:00   | Grupo A |

## Recordes
Antes desta competição, os recordes mundiais e olímpicos da prova eram os seguintes:
| Recorde mundial  | Arranque  | CHN Liao Hui        | 166 kg | Almaty, Cazaquistão | 10 de setembro de 2014 |
| Recorde mundial  | Arremesso | CHN Liao Hui        | 198 kg | Breslávia, Polônia  | 23 de outubro de 2013  |
| Recorde mundial  | Total     | CHN Liao Hui        | 359 kg | Almaty, Cazaquistão | 10 de setembro de 2014 |
| Recorde olímpico | Arranque  | BUL Georgi Markov   | 165 kg | Sydney, Austrália   | 20 de setembro de 2000 |
| Recorde olímpico | Arremesso | BUL Galabin Boevski | 196 kg | Sydney, Austrália   | 20 de setembro de 2000 |
| Recorde olímpico | Total     | BUL Galabin Boevski | 357 kg | Sydney, Austrália   | 20 de setembro de 2000 |

## Medalhistas
| Ouro   | CHN Shi Zhiyong          |
| Prata  | TUR Daniyar Ismayilov    |
| Bronze | COL Luis Javier Mosquera |

## Resultados
Participaram do evento 21 halterofilistas.
| Pos.              | Halterofilista           | Grupo | Peso corporal | Arranque (kg) | Arranque (kg) | Arranque (kg) | Arranque (kg) | Arresesso (kg) | Arresesso (kg) | Arresesso (kg) | Arresesso (kg) | Total |
| Pos.              | Halterofilista           | Grupo | Peso corporal | 1             | 2             | 3             | Resultado     | 1              | 2              | 3              | Resultado      | Total |
| ----------------- | ------------------------ | ----- | ------------- | ------------- | ------------- | ------------- | ------------- | -------------- | -------------- | -------------- | -------------- | ----- |
| Medalha de ouro   | CHN Shi Zhiyong          | A     | 68.72         | 156           | 160           | 162           | 162           | 188            | 190            | 198            | 190            | 352   |
| Medalha de prata  | TUR Daniyar Ismayilov    | A     | 68.59         | 156           | 160           | 163           | 163           | 181            | 185            | 188            | 188            | 351   |
| Medalha de bronze | COL Luis Javier Mosquera | A     | 68.54         | 150           | 150           | 155           | 155           | 183            | 189            | 190            | 183            | 338   |
| 4                 | MEX Bredni Roque         | A     | 68.63         | 145           | 145           | 145           | 145           | 181            | 187            | 187            | 181            | 326   |
| 5                 | ALB Briken Calja         | A     | 68.84         | 145           | 151           | 151           | 145           | 175            | 181            | 184            | 181            | 326   |
| 6                 | MDA Serghei Cechir       | B     | 68.75         | 140           | 144           | 147           | 144           | 170            | 175            | 178            | 178            | 322   |
| 7                 | FRA Bernardin Matam      | A     | 68.71         | 140           | 144           | 144           | 140           | 175            | 180            | 182            | 180            | 320   |
| 8                 | KOR Won Jeong-sik        | B     | 68.95         | 143           | 143           | 146           | 143           | 172            | 177            | 180            | 177            | 320   |
| 9                 | INA Triyatno             | A     | 68.60         | 142           | 142           | 147           | 142           | 175            | 182            | 182            | 175            | 317   |
| 10                | ESP David Sánchez        | B     | 68.61         | 137           | 142           | 145           | 142           | 170            | 175            | 177            | 175            | 317   |
| 11                | THA Tairat Bunsuk        | B     | 68.65         | 137           | 141           | 141           | 137           | 175            | 179            | 181            | 179            | 316   |
| 12                | MAS Mohd Hafifi Mansor   | A     | 68.71         | 140           | 143           | 144           | 140           | 176            | 181            | 182            | 176            | 316   |
| 13                | PRK Kwon Yong-gwang      | B     | 68.36         | 137           | 142           | 142           | 137           | 168            | 172            | 176            | 176            | 313   |
| 14                | UZB Doston Yokubov       | B     | 68.95         | 133           | 137           | 140           | 137           | 172            | 176            | 181            | 176            | 313   |
| 15                | COL Edwin Mosquera       | B     | 68.69         | 140           | 144           | 144           | 140           | 165            | 170            | 175            | 170            | 310   |
| 16                | KSA Mohsen Al-Duhaylib   | B     | 68.96         | 128           | 135           | 137           | 135           | 162            | 171            | 171            | 162            | 297   |
| 17                | TPE Pan Chien-hung       | B     | 68.79         | 130           | 136           | 136           | 136           | 160            | 160            | 160            | 160            | 296   |
| –                 | PRK Kim Myong-hyok       | A     | 68.87         | 157           | 157           | 161           | 157           | 188            | 188            | 196            | DNF            | DNF   |
| –                 | TUN Karem Ben Hnia       | A     | 68.87         | 147           | 150           | 150           | 147           | 177            | 177            | 177            | DNF            | DNF   |
| –                 | INA I Ketut Ariana       | A     | 68.75         | 145           | 145           | 145           | DNF           | —              | —              | —              | —              | DNF   |
| DSQ               | KGZ Izzat Artykov        | A     | 68.68         | 146           | 151           | 155           | 151           | 181            | 188            | 196            | 188            | 339   |

Legenda
| Recorde mundial      | Recorde mundial (World record)               |                       | Recorde africano                      | Recorde africano (African) |                                           | Q | Classificado por posição (Qualified) |
| Recorde olímpico     | Recorde olímpico (Olympic record)            | Recorde da América    | Recorde da América (Americas)         | q                          | Classificado por melhor tempo (Qualified) |   |                                      |
| Melhor marca do ano  | Melhor marca do ano (World leading)          | Recorde asiático      | Recorde asiático (Asian)              | DNS                        | Não largou (Did not start)                |   |                                      |
| Recorde nacional     | Recorde nacional (National record)           | Recorde europeu       | Recorde europeu (European)            | DNF                        | Não terminou (Did not finish)             |   |                                      |
| Recorde pessoal      | Recorde pessoal do atleta (Personal best)    | Recorde da Oceania    | Recorde da Oceania (Oceania)          | DSQ / DQ                   | Desclassificado (Disqualified)            |   |                                      |
| Recorde da temporada | Recorde da temporada do atleta (Season best) | Recorde sul-americano | Recorde sul-americano (South America) | NM                         | Sem marca (No mark)                       |   |                                      |